# Rob Zuiderwijk
Trung tướng Rob Zuiderwijk (sinh ngày 13 tháng 1 năm 1951) là một sĩ quan Hải quân Hoàng gia Hà Lan đã nghỉ hưu, cựu Tư lệnh Hải quân Hoàng gia Hà Lan và Đô đốc Benelux.

## Chỉ huy cấp cao
Zuiderwijk kế nhiệm Chuẩn tướng Willem Prins vào ngày 4 tháng 7 năm 2001 với tư cách là chỉ huy của Lực lượng hải quân Hà Lan tại Caribe. Sau khi được thăng cấp Thiếu tướng năm 2004, ông trở thành Tư lệnh Thủy quân lục chiến Hoàng gia Hà Lan. Năm 2007, Zuiderwijk được thăng hàm Trung tướng khi ông trở thành Tư lệnh Hải quân Hoàng gia Hà Lan. Năm 2010, chức vụ này được kế nhiệm bởi Phó đô đốc Matthieu Borsboom.